# Богуцкая, Нина Гидальевна
Нина Гидальевна Богуцкая (род. 1958, Ленинград, РСФСР, СССР) — советская и российская учёная зоолог-ихтиолог. Её основной научный интерес находится в области изучения рыб пресноводных водоёмов Евразии и карповых в частности.

## Биография
Родилась в 1958 году в Ленинграде (ныне Санкт-Петербург). В 1981 году окончила Ленинградский государственный университет по специальности биология. После этого работала в Ленинградском государственном университете и Зоологическом институте Академии наук под руководством выдающегося российского зоолога-ихтиолога Анатолия Световидова (1903 — 1985), став его последней ученицей. В 1988 году получила степень кандидата биологических наук.
До 1997 года работала научным сотрудником в лаборатории ихтиологии Зоологического института Академии наук, затем стала учёным секретарём института. Преподавала курс ихтиологии в Ленинградском государственном университете.
Сотрудничает с несколькими организациями, включая FishBase, Tree of life, FishBOL. Руководила многочисленными проектами и несколькими экспедициями под эгидой Российского фонда фундаментальных исследований.
С 2017 года работает в Музее естествознания в Вене.

## Научная деятельность
С начала научной карьеры занималась изучением карпообразных рыб, 3,2 тыс. видов которых представляют крупную группу пресноводных рыб с широким ареалом в Северной Америке, Азии, Африке и Европе. Изучала морфологию, таксономию и филогенетические связи в частности подсемействам карповых Leuciscinae и Barbinae по всему миру. Описала ряд новых видов и родов карповых. Активно работает над созданием базы данных, посвященной таксономии, номенклатуре, распространению, библиографии и коллекциям рыб континентальных вод России, а также всей Палеарктической области и соседних регионов. Среди её достижений — издание (совместно с А. Насекой) Каталога бесчелюстных и рыб пресных и солоноватых вод России с комментариями по номенклатуре и таксономии.
В 2006 году пресноводный вид Pseudophoxinus ninae семейства Карповые был назван в её честь немецким ихтиологом Jörg Freyhof и турецким ихтиологом Müfit Özuluğ.

## Описанные таксоны
- Alburnoides devolli
- Alburnoides fangfangae
- Alburnoides gmelini
- Alburnoides holciki
- Alburnoides idignensis
- Alburnoides namaki
- Alburnoides nicolausi
- Alburnoides petrubanarescui
- Alburnoides qanati
- Alburnoides varentsovi
- Antalya bleak
- Benthophilus durrelli
- Benthophilus ragimovi
- Beysehir nase
- Ceyhan spring minnow
- Delminichthys
- Delminichthys jadovensis
- Delminichthys krbavensis
- Don tadpole-goby
- Euphrates spring minnow
- Georgian bitterling
- Leucos panosi
- Oreoleuciscus angusticephalus
- Petroleuciscus
- Phoxinellus dalmaticus
- Phoxinellus pseudalepidotus
- Pseudophoxinus antalyae
- Pseudophoxinus battalgilae
- Pseudophoxinus elizavetae
- Romanogobio pentatrichus
- Scardinius elmaliensis
- Squalius anatolicus
- Squalius platyceps
- Squalius torgalensis
- Telestes dabar
- Telestes miloradi